# Yann Le Goff
Yann Le Goff (9 febbraio 1999) è un nuotatore francese.

## Carriera
Ai mondiali di Singapore del 2025 ha vinto un argento nella staffetta 4x100 metri misti e un bronzo nella 4x100 metri stile libero mista.

## Palmarès
- Mondiali

Singapore 2025: argento nella 4x100m misti, bronzo nella 4x100m sl mista.